# Владимир (Тихоницкий)
Митрополи́т Влади́мир (в миру Вячеслав Михайлович Тихони́цкий; 22 марта 1873, село Быстрицы, Орловский уезд, Вятская губерния, Российская империя — 18 декабря 1959, Париж, Франция) — епископ Константинопольской православной церкви, митрополит Западноевропейский, экзарх Западноевропейского Экзархата русских православных приходов.
Сын священномученика протоиерея Михаила Тихоницкого, брат архиепископа Вениамина (Тихоницкого).

## Биография
Родился 22 марта 1873 года в селе Быстрица Орловского уезда Вятской губернии в семье протоиерея Михаила Тихоницкого. Фамилию Тихоницкий получил отец протоиерея Михаила при поступлении в Духовное училище: трое из поступающих были однофамильцами — Фёдоровыми, один из них поклонился ректору «тихо, низко», и тот назвал его Тихоницким. Мать Вячеслава, Аполлинария, была дочерью протоиерея Владимира Верещагина, умерла, когда ему было три года, но на всю жизнь он сохранил яркую память о ней, приклонившей колени в горячей молитве. У Вячеслава было три сестры и два брата.
Жила семья протоиерея Михаила скромно, отец был на службах и требах от зари до зари. Он безропотно переносил все невзгоды жизни, не давая себе отдыха. Об отце своём и его подвижнической жизни владыка Владимир всегда вспоминал с глубоким почитанием: «Мой батюшка был монахом не по званию, а по жизни».
До поступления в школу он со своим отцом, ежедневно ходил в храм, принимая участие в чтении и пении на клиросе.
В 1890 году окончил Вятское духовное училище. По окончании Вятской духовной семинарии по первому разряду в 1894 году не намеревался поступать в духовную академию, проводя лето среди своих сверстников на лоне природы, увлекаясь рыбной ловлей. Неожиданно для себя и начальства семинарии, юноша был вызван, по предписанию епископа Вятского Сергия (Серафимова) в Казанскую духовную академию для экзамена. Хотя времени для подготовки и повторения пройденного оставалось мало, экзамен был благополучно сдан.
В 1897 году, будучи слушателем академии, пострижен в монашество ректором Академии, епископом Антонием (Храповицким). На всю жизнь сохранил горячую любовь и глубокое почитание к своему «авве» Антонию. 11 октября того же года рукоположён в сан иеродиакона.
22 февраля 1898 года в Казанском соборе был рукоположён архиепископом Арсением (Брянцевым) рукоположён в сан иеромонаха и определён миссионером Сибирской Бийской Киргизской миссии Омской епархии.
В этом же году закончил Казанскую духовную академию, получил степень кандидата богословия за сочинение на тему: «Личная жизнь инока и его общественная деятельность по сочинениям Иосифа Волоколамского, Нила Сорского и Максима Грека».
Около трёх лет служил миссионером в Киргизской миссии. 6 мая 1901 года назначен её начальником, в Знаменском соборе города Семипалатинска епископом Омским и Семипалатинским Сергием (Петровым) возведён в сан архимандрита.
В 1906 году по просьбе архиепископа Антония (Храповицкого) стал настоятелем Супрасльского Благовещенского монастыря. Обитель была оплотом Православия на западной окраине среди польского населения. При новом архимандрите древний монастырь расцвел и стал все более и более привлекать в свои стены богомольцев.
3 июня 1907 года в Троицком соборе Александро-Невской лавры хиротонисан в сан епископа Белостоцкого, викария Гродненской епархии.
Заменял архиепископа Михаила (Ермакова), когда его вызывали в Святейший Синод, а также и епископа Евлогия (Георгиевского) во время заседаний 3-й Государственной Думы (1907—1912), который говорил, что был совершенно спокоен, уезжая из Холмской епархии, так как все распоряжения епископа Владимира были всегда согласны с его собственными.
Вдова протоиерея Владимира Хомич вспоминает, что если бы не было келейника, то у владыки и пары сапог не осталось бы, он все раздавал.
В 1914 году неоднократно бывал на передовых позициях, участвовал в эвакуации епархиальных ценностей и святынь, ввиду военных действий, переехал в Слоним; осенью 1915 года эвакуировался в Москву, где жил в Чудовом монастыре.
Награждён орденом св. Анны I степени, орденом Св. Владимира III (1909) и II (1915) ст.
Член Всероссийского Поместного Собора 1917—1918 годов от Гродненской епархии, участвовал во всех трёх сессиях, член I, II, III, V, VII, XI Отделов.
В сентябре 1918 года вернулся в Гродно, управлял Варшавской, Гродненской и Холмской епархиями, противодействовал автокефалистским устремлениям Польской православной Церкви, вследствие чего был отстранён от управления епархией и в 8 января 1923 года был тайно вывезен и заточён в дерманском Троицком монастыре. В феврале 1923 года был обвинён в соучастии в убийстве автокефального митрополита Георгия (Ярошевского) архимандритом Смарагдом (Латышенко), но был оправдан судом.
30 ноября 1923 года Патриархом Тихоном возведён в сан архиепископа.
14 октября 1924 года был выдворен польским правительством в Чехословакию; по приглашению митрополита Евлогия (Георгиевского), прибыл в Ниццу.
14 марта 1925 года митрополит Евлогий обратился в Архиерейский Синод РПЦЗ с ходатайством об учреждении викариатства в Ницце и придания находившемуся там архиепископу Белостокскому Владимиру (Тихоницкому) официального статуса. Вопрос был рассмотрен Синодом 9 апреля, и ходатайство митрополита Евлогия было удовлетворено. Архиепископ Владимир при этом становился первым викарием Западноевропейского округа.
10 июня 1930 года, ввиду отстранения (по политическим причинам) решением Заместителя Патриаршего Местоблюстителя митрополита Сергия (Страгородского) митрополита Евлогия от управления русскими церквами в Западной Европе, ему было поручено временное управление ими; решению не подчинился, как и митрополит Евлогий, перейдя в феврале 1931 года в юрисдикцию Константинопольской церкви.
В конце августа 1945 года митрополитом Николаем (Ярушевичем), вместе с Экзархом Евлогием, был принят в юрисдикцию Московского Патриархата, что было подтверждено постановлением Священного Синода РПЦ 7 сентября того же года.
По смерти митрополита Евлогия (8 августа 1946 года) принял управление Экзархатом на основании завещательного распоряжения митрополита Евлогия от 1943 года и отказался исполнять указ Московского Патриарха Алексия I от 9 августа 1946 года о присоединении к Московской Патриархии; остался с большинством приходов во Франции в юрисдикции Константинопольского патриархата (Патриарх Алексий I назначил Экзархом Западной Европы Серафима (Лукьянова)).
В 1946—1947 годы — ректор Свято-Сергиевского Богословского института в Париже.
Грамотой Константинопольского патриарха Максима V от 6 марта 1947 года утверждалось «свободное существование» Экзархата, а владыке Владимиру присваивался титул Патриаршего экзарха.
27 мая 1947 года указом патриарха Алексия I архиепископ Владимир и последовавшие за ним священнослужители были исключены из состава Русской Православной Церкви.
8 июля 1947 года Константинопольским патриархом Максимом V был возведён в достоинство митрополита.
После войны, выступал за объединение всех русских эмигрантских приходов в Западной Европе под омофором Константинопольского патриархата, что неоднократно предлагал первоиерарху РПЦЗ митрополиту Анастасию (Грибановскому), но не находил сочувствия тому со стороны последнего. Вместе с тем, сохранял общение с архиереями РПЦЗ во Франции, Нафанаилом (Львовым) и Иоанном (Максимовичем), неоднократно участвуя с ними в совместных богослужениях.
Скончался 18 декабря 1959 года в Париже; похоронен на кладбище Сент-Женевьев-де-Буа.

## Сочинения
- Слова и поучения. Париж, 1961.
- Духовные зернышки. Мысли и советы святителя Божия. Париж, 1967 (М., 2000).
- Христосование на пасхальной заутрене // Вечное. 1972. № 4.
- Рождество Христово // Вечное. № 12.